# Kremena Balkandžieva
Kremena Balkandžieva (in bulgaro Кремена Балканджиева?; Gorna Orjahovica, 19 maggio 1971) è un'ex cestista bulgara.

## Carriera
Con la Bulgaria ha disputato i Campionati europei del 1991.